# San Pedro de la Nave-Almendra
San Pedro de la Nave-Almendra ist ein nordwestspanischer Ort und eine Gemeinde (municipio) mit 322 Einwohnern (Stand: 2024) im Osten der Provinz Zamora der Autonomen Gemeinschaft Kastilien-León. Die Gemeinde San Pedro de la Nave-Almendra besteht aus den Ortschaften Almendra, El Campillo und Valdeperdices. Der Verwaltungssitz befindet sich in Almendra.

## Lage
San Pedro de la Nave-Almendra liegt in der kastilischen Hochebene in einer Höhe von etwa 720 m. Der Río Esla begrenzt die Gemeinde im Norden und im Westen. Das Stadtzentrum der Provinzhauptstadt Zamora ist nur etwa sechs Kilometer (Fahrtstrecke) in südlicher Richtung entfernt. Das Klima im Winter ist durchaus kalt, im Sommer dagegen warm bis heiß; die eher spärlichen Regenfälle (577 mm/Jahr) fallen verteilt übers ganze Jahr.

## Bevölkerungsentwicklung
| Jahr      | 1970 | 1981 | 1991 | 2001 | 2011 | 2021 |
| Einwohner | 797  | 612  | 549  | 517  | 382  | 342  |

## Sehenswürdigkeiten
- Peterskirche (Iglesia de San Pedro de la Nave) in El Campillo, westgotischer Kirchbau

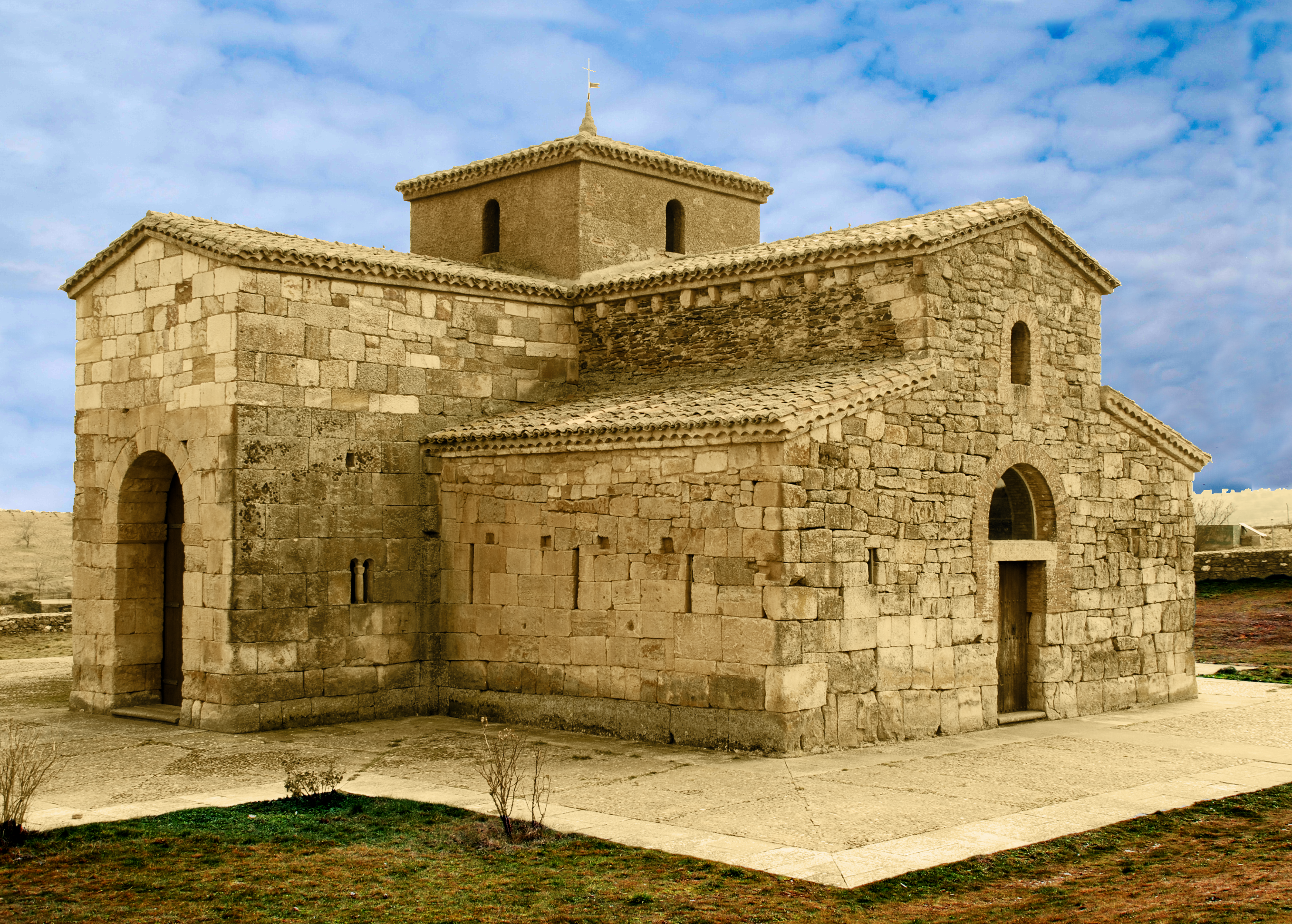
Peterskirche